# 李赋都
李赋都（1903年—1984年），男，陕西蒲城人，中华人民共和国水利学家、政治人物。李赋京之弟、李赋宁堂兄。

## 生平
1954年，当选第一届全国人民代表大会代表。